# 파스티 트리움팔레스

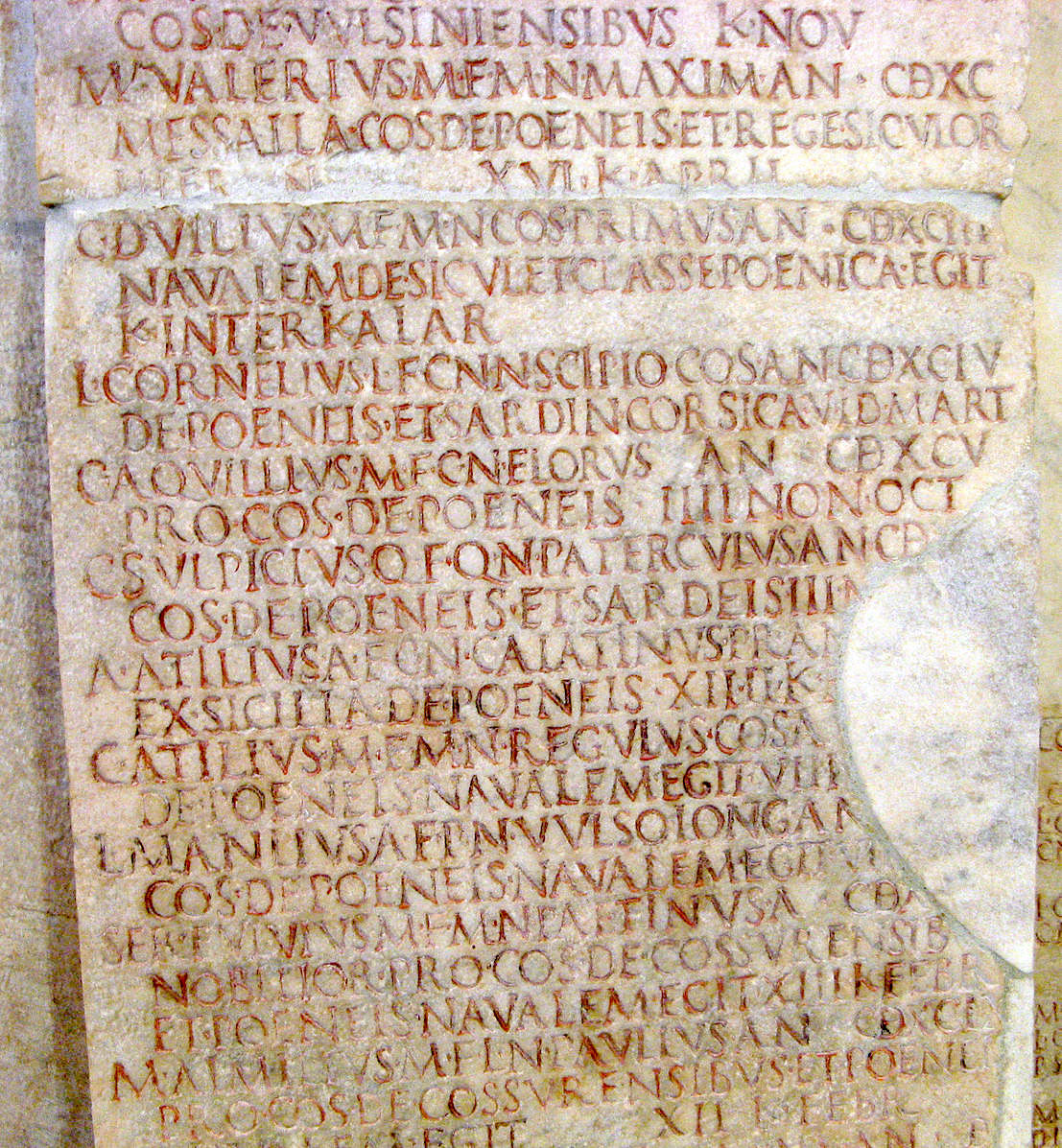
기원전 262년 마니우스 발레리우스 메살라를 시작으로, 제1차 포에니 전쟁의 승리자들을 나열한 파스티 개선문의 일부

파스티 트리움팔레스(Fasti Triumphales)는 초기부터 기원전 19년까지의 기간에 중요한 군사적 승리를 인정하여 개선식으로 알려진 축하 행렬로 영예를 받는 로마 행정관의 달력이다. 관련된 파스티 카피톨리니(Fasti Capitolini)와 기타 유사한 비문과 함께 로마와 다른 곳에서 발견되며, 파스티 아날레스 또는 하스토리치, 파스티 콘술라레스, 또는 콘술라 파스티 그리고 종종 파스티를 비롯한 다양한 이름으로 언급되는 연대기의 일부를 형성한다.
트리움팔레스는 원래 로마 포럼의 구조 중 하나를 장식한 대리석 판에 새겨져 있다. 그것들은 1546년 성 베드로 대성당의 건축 자재를 제공하기 위해 그들이 위치한 포럼의 일부가 개간되면서 단편적인 상태에서 발견되었다. 인근 캄피돌리오 언덕에 있는 팔라초 데이 콘세르바토리 및 재건되었다. 캄피톨리네 박물관 컬렉션의 일부인 파스티 트리움팔레스는 로마 연대기의 가장 중요한 출처 중 하나이다.

## 역사
파스티 트리움팔레스는 아마도 최근 포룸에서 건설된 아우구스투스 개선문을 장식하기 위해 기원전 18년에 새겨졌다. 그들은 적어도 공화국 초기부터 트리움팔레스와 같은 기간까지 로마의 최고 행정관 목록인 파스티 카피톨리니 또는 카피톨리네 파스티와 동시대 사람이었다. 아니면, 그것들은 폰티펙스 막시무스의 공식 거주지였던 기원전 36년에 재건된 고대 건물인 레기아의 벽과 적어도 기원전 5세기부터 2세기까지의 로마 역사에 대한 공식적인 기록인 안날레스 막시미가 보관된 장소에 지어졌을 수도 있다.
두 목록 모두 학자인 온피리오 파비니오와 피로 리고리오가 발견했는데, 그들은 성 베드로 대성당의 건축 자재를 얻기 위해 일하는 현지 채석장 회사가 포룸에서 고대 구조물을 철거하는 것을 관찰했다. 석재 중 일부는 구조물에 재사용되고, 나머지 일부는 시멘트를 만드는 데 사용된다. 비문의 가치를 인식한 두 사람은 추가 조각을 복구하기 위해 새로 판 구덩이를 메우라고 명령했다. 모두, 그들은 파스티 카피톨리니의 30개 조각과 트리움팔레스의 26개를 구하여 추기경 알레산드로 파르네세의 지시에 따라 팔라초 데이 콘세르바토리로 가져왔다. 목록은 리고리오와 미켈라젤로에 의해 재구성되었다.
추가 발굴로 트리움팔레스 조각의 수가 38개로 늘어났다. 파스티의 알려진 부분은 1863년 《라틴어 비문 전집》(Corpus Inscriptionum Latinarum)의 첫 번째 권에 출판되었으며, 카피톨리니와 함께 카피톨리네 박물관 컬렉션의 일부를 형성하여 파스티 살롱(Sala dei Fasti)에서 전시되었다.

## 내용
트리움팔 파스티는 로물루스에 의한 전설적인 도시 건국부터 기원전 19년까지 승리를 축하한 모든 행정관을 나열한다. 초기 항목은 로마 왕의 승리를 기록한다. 파스티는 또한 ‘작은 승리’라는 박수를 받은 치안판사를 위한 항목도 포함한다. 그것들은 각각 높이가 11피트인 4개의 벽기둥에 새겨져 있었던 것 같다. 첫 번째는 기원전 302년까지, 두 번째는 222년까지, 세 번째는 129년까지, 마지막은 끝까지 다룬다.
각 항목에는 프라에노멘(praenomen, 일반적으로 약칭), 노멘 겐틸리치움, filiation 및 코그노멘(cognomina, 있는 경우)로 시작하여 승리한 치안 판사의 전체 이름이 제공된다. 이 이름 뒤에는 집정관(magistracy 또는 promagistracy), 패배한 적 또는 정복한 영토의 이름, 승리를 축하한 날짜가 표시된다. 로마 숫자는 문제의 집정관을 여러 번 보유했거나 여러 번 승리한 개인을 나타낸다. 각 엔트리의 오른쪽 여백에는 승리의 연도가 표시되어 있다. 트리움팔레스에 주어진 해는 바로의 연대기보다 1년 더 빠르다.
파스티 트리움팔레스에는 몇 가지 공백이 있다. 첫 번째는 로물루스의 두 번째 승리에 이어 발생하며, 아마도 로물루스나 로마의 세 번째 왕인 툴루스 호스틸리우스의 승리를 포함했을 것이다. 주요한 틈은 기원전 437년에서 369년, 291년에서 282년, 222년에서 197년, 187년에서 178년, 81년에서 62년, 54년에서 45년 사이에 발생한다. 사라진 부분에는 카밀루스의 승리 3개, 제2차 포에니 전쟁의 전체 기간, 그리고 카이사르가 축하했던 마지막 개선식을 제외한 모든 것이 포함된다. 더 짧은 간격은 기원전 502년에서 496년, 494년에서 486년, 329년~ 326년, 263년 ~ 260년, 191년 ~ 189년, 104년 ~ 98년, 34년~ 29년에 발생한다.